# Trasmatta

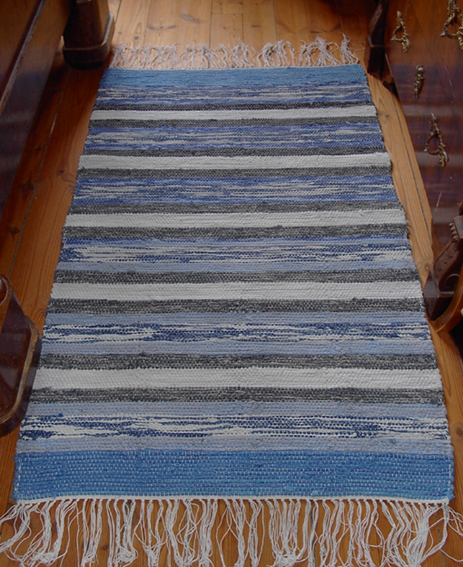
Liten traditionell trasmatta.

En trasmatta vävs i en vävstol av inslag av matt-trasor och varp av till exempel bomulls- eller lintråd. Tuskaft, kypert och rosengång är vanliga vävtekniker och bindetrådsvävar som ger vändbara trasmattor där baksidan är omvänd mot framsidan.
Variationsmöjligheterna i mönsterrapporterna är obegränsade och beror på grad av fantasi och tillgång till trasor. För att öka variationsmöjligheterna kan varpen varieras med olikfärgade trådar som ger effekter i mattorna.
Mattor vars inslag utgörs av stränggarn med ovan nämnda vävtekniker kan ibland gå under begreppet trasmattor, men borde heta bara mattor eller stränggarnsmattor. Om ripsteknik används kallas resultatet för ripsmatta.
Trasmattornas föregångare var trasväven. Men på golvet hamnade de inte förrän efter 1860-talet då pappersmassan kunde göras av trä istället för av linnelump. Allteftersom efterfrågan av lump minskade började man klippa tyget i långa remsor som skarvades och vävdes till trasmattor. När golven, som ju ofta var dragiga, täcktes av mattor fick de snusande männen inte längre spotta på golvet. Därmed gjorde spottlådorna, och litet senare spottkopparna sitt inträde i hemmen. 
Ordet trasmatta finns belagt i svenskan sedan 1824.
Trasmattor finns nu med på den nationella förteckningen över levande kulturarv, enligt Unescos konvention om tryggande av immateriellt kulturarv.

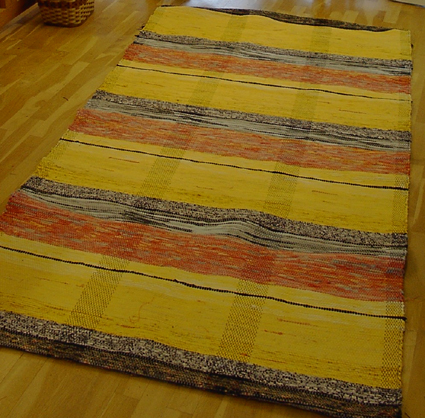
Några avvikande ränder i varptrådarna ger rut-effekt!
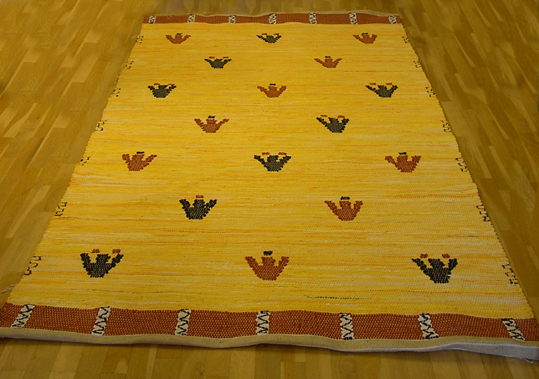
Inplockat mönster.
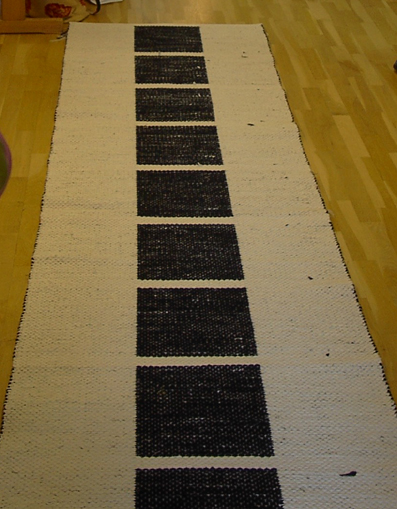
Dubbelvävd matta.